# Wilhelm Launhardt
Carl Wilhelm Friedrich Launhardt (Hannover, 7 aprile 1832 – 14 maggio 1918) è stato un economista e matematico tedesco, noto per avere introdotto i modelli matematici in economia. Nel 1885 calcolò la tassa doganale ottimale ai fini della ragione di scambio. Fu professore nel politecnico di Hannover.

## Biografia

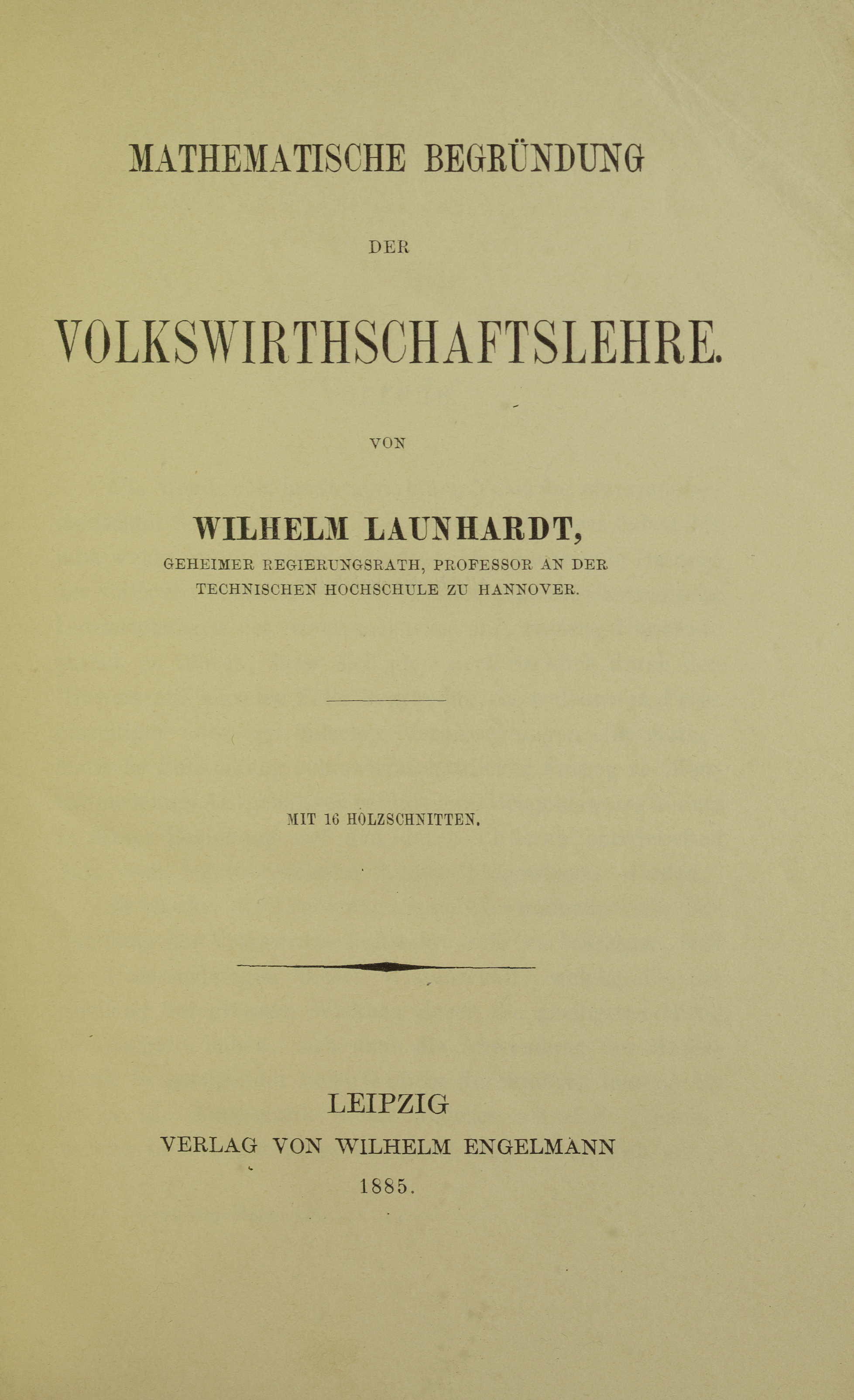
Fondamenti matematici dell'economia, 1885

Wilhelm Launhardt nacque ad Hannover nel 1832, frequentò il liceo e dal 1848 il politecnico di Hannover dove è stato membro della P.G.V. (Società Politecnica di Canto). Nel 1859 completò la sua formazione come ingegnere civile con il secondo esame di stato.
Tra il 1854 e il 1869 lavorò presso l'Amministrazione degli Edifici di Stato del Regno di Hannover. Poi si occupò della costruzione della ferrovia Venlo-Amburgo. Sempre nel 1869, Launhardt divenne insegnante di costruzione di strade, ferrovie e ponti al Politecnico di Hannover. Nel 1871 ricevette il titolo di professore. Launhardt rifiutò varie nomine in altre università.
Nel 1872 fu costruito il ponte Goethe secondo il suo progetto. Dal 1875 fu direttore del Politecnico e tra il 1880 e il 30 giugno 1886 primo rettore dell'Università Tecnica di Hannover.

### La ricerca
Al di là del suo campo ristretto, Launhardt è considerato il fondatore della scienza tecnica ed economica dei trasporti. Nel suo lavoro si è occupò di problemi pratici e di questioni economiche matematiche.
Launhardt introdusse i modelli matematici in economia. Nel 1885 riuscì a calcolare un tasso tariffario ottimale in termini di effetto delle ragioni di scambio.
Nella sua opera Mathematical Justification of Economics, sviluppò il "modello a imbuto". In tal modo, dimostrò che l'entità della superficie di vendita è una funzione del prezzo franco fabbrica e del livello del tasso di trasporto. Inoltre, il mercato e la concorrenza sono imperfetti a causa della preferenza derivante dalla distanza geografica tra fornitore e cliente.
Launhardt fu un membro straordinario dell'Accademia di Ingegneria Civile di Berlino dal 1880. Come rappresentante dell'Università Tecnica di Hannover, fu membro della Camera dei Lord prussiana dal 1898. Ebbe un dottorato onorario dall'Università Tecnica di Dresda.
Presso la Facoltà di Economia e Commercio dell'Università Gottfried Wilhelm Leibniz di Hannover, gli studenti diplomati con risultati eccezionali ricevono il Premio Wilhelm Launhardt.

## Opere selezionate
- (DE) Mathematische Begründung der Volkswirtschaftslehre [Fondamenti matematici dell'economia], Leipzig, Wilhelm Engelmann, 1885.
- The Theory of the Trace: Being a discussion of the principles of location, 1872.
- Die Bestimmung des Zweckmässigsten Standortes einer Gewerblichen Anlage, Zeitschrift des Vereines Deutscher Ingenieure, 1882.
- Theory of Network Planning, 1888.